# 일본 경제 단체 연합회
일본 경제 단체 연합회(일본어: 日本経済団体連合会, 영어: Japan Business Federation)는 도쿄 증권거래소 제1부 상장기업을 중심으로 구성된 일본의 경제 단체이다. 약칭으론 ‘게이단렌’(経団連)이다.
일본 상공회의소, 경제동우회와 함께 ‘경제 3단체’ 가운데 하나이며 이전에는 경제산업성 소관의 사단법인이었지만 공익법인제도 개혁에 따른 내각부 소관의 일반 사단법인으로 이행했다. 게이단렌 회장은 ‘재계 총리’(財界総理)라고도 불린다.

## 조직 개요
2002년 5월 28일, 경제 단체 연합회(이하 ‘게이단렌’, 또는 ‘경단련’, 1946년 8월 16일 발족)가 일본 경영자 단체 연맹(이하 ‘일경련’, 1948년 4월 12일 발족)을 통합하면서 발족한 종합 경제 단체이다.
‘기업의 가치 창출 능력 강화, 일본과 세계 경제 발전의 촉진’을 목적으로 하고 있으며 경영자의 의견 수렴, 정치·행정·노동조합·시민 등과의 대화, 회원 기업의 헌장 준수 움직임, 각국 정부·경제 단체나 국제 기관과의 상호 작용을 하고 있다. 일본 경제를 대표하는 유력 기업들이 많이 가입돼 있기 때문에 그 이해가 사회 문제에 대한 견해나 주장에 반영되고 있으며 ‘게이단렌 성장 전략’ 등의 경제 발전, 기업 이익 증가를 도모하는 정책과 제언을 실시하고 있을 뿐만 아니라 자유민주당이나 민주당에 정치 헌금을 하고, 정계·경제계에 큰 영향력을 가진 조직으로 알려져 있다.

## 닛케이렌과 게이단렌
원래 게이단렌은 일본의 경제 정책에 대한 재계로부터의 제언 및 발언권 확보를 목적으로 결성된 조직이며 닛케이렌은 노동 문제를 대기업 경영자의 입장에서 논의·제언하는 목적으로 결성된 조직이라서 건전한 노사 관계를 철학으로 하고 있었다. 가입한 기업의 대부분이 양자에서 중복돼 있으며 닛케이렌은 노사 간의 대립의 수습과 함께 역할을 끝냈다라는 이유로 통합됐다.

## 인사 일람

### 회장·부회장·이사·감사·심의회 의장·부의장
회장에 대해서는 ‘일본의 중심이 되는 산업’의 ‘중심이 되는 기업’의 리더(사장·회장·상담역)에서 선택되는 경향이 있다. 당연히 ‘중심’의 정의는 시대에 따라 다르며 이전에는 중후 장대 산업의 수뇌가 선출되고 있었지만 현재는 다르다. 또 ‘회장으로서의 적성’, ‘회장 활동에 필요한 자금을 기업이 생각해낼 수 있을까’ 등을 판단한 후에 결정된다. 회장은 일반적으로 ‘재계 총리’라고 불린다. 이전에는 일본의 민간인으로서는 유일하게 경시청의 비밀 경찰로부터 신변 경호를 받고 있었다.
또한 게이단렌 회장직은 꽤 다양한 직책이기 때문에 역대 많은 회장들은 취임 시에 출신 기업의 회장(혹은 그와 유사한 직책)으로 취임해서 출신 기업의 경영 자체는 사장 등 후임에게 맡기는 경우가 많다. 부회장에 대해서는 각 산업(제조업·비제조업)의 밸런스를 생각해서 선택된다.
또, 심의원회 의장(구 평의원회 의장)은 게이단렌에 있어서의 소위 ‘넘버 2’의 포스트로 여겨지고 있으며, 주로 비제조업의 총수가 맡고 있다.
| 직책                          | 성명              | 소속                              |
| ----------------------------- | ----------------- | --------------------------------- |
| 회장·대표이사                 | 나카니시 히로아키 | 히타치 제작소 회장                |
| 부회장·이사                   | 오카모토 구니에   | 닛폰 생명보험 상담역              |
| 부회장·이사                   | 나가야스 가쓰노리 | 미쓰비시도쿄UFJ은행 특별고문      |
| 부회장·이사                   | 미야나가 슌이치   | 미쓰비시 중공업 사장              |
| 부회장·이사                   | 도쿠라 마사카즈   | 스미토모화학 사장                 |
| 부회장·이사                   | 이이지마 마사미   | 미쓰이 물산 회장                  |
| 부회장·이사                   | 구도 야스미       | 일본우선 회장                     |
| 부회장·이사                   | 오카모토 쓰요시   | 도쿄 가스 이사 상담역             |
| 부회장·이사                   | 고바야시 겐       | 미쓰비시 상사 회장                |
| 부회장·이사                   | 이시즈카 구니오   | 미쓰코시 이세탄 홀딩스 특별고문   |
| 부회장·이사                   | 구니베 다케시     | 미쓰이스미토모 파이낸셜 그룹 사장 |
| 부회장·이사                   | 야마우치 다카시   | 다이세이 건설 회장                |
| 부회장·이사                   | 신도 고세이       | 신일철주금 사장                   |
| 부회장·이사                   | 야마니시 겐이치로 | 미쓰비시 전기 이사 상담역         |
| 부회장·이사                   | 하야카와 시게루   | 토요타 자동차 부회장              |
| 부회장·이사                   | 스미 슈조         | 도쿄 해상 홀딩스 회장             |
| 부회장·이사                   | 도미타 데쓰로     | 동일본여객철도 회장               |
| 부회장·이사                   | 가타노자카 신야   | ANA 홀딩스 사장                   |
| 부회장·이사                   | 스기모리 쓰토무   | JXTG 에너지 사장                  |
| 사무총장·대표이사             | 구보타 마사카즈   |                                   |
| 전무이사·업무를 집행하는 이사 | 무쿠타 사토시     |                                   |
| 전무이사·업무를 집행하는 이사 | 네모토 가쓰노리   |                                   |
| 상무이사·업무를 집행하는 이사 | 후지와라 기요아키 |                                   |
| 상무이사·업무를 집행하는 이사 | 이노우에 다카시   |                                   |
| 감사                          | 우치다 하루미치   |                                   |
| 감사                          | 도키 아쓰시       |                                   |
| 참여·고문                     | 나카무라 요시오   |                                   |

| 직책          | 성명              | 소속                                   |
| ------------- | ----------------- | -------------------------------------- |
| 심의원회 의장 | 고가 노부유키     | 노무라 홀딩스 회장                     |
| 부의장        | 다카하시 교헤이   | 쇼와 덴코 상담역                       |
| 부의장        | 스즈키 시게하루   | 다이와 증권 그룹 본사 고문             |
| 부의장        | 에가시라 도시아키 | 미쓰이스미토모 해상 화재 보험 상임고문 |
| 부의장        | 오카후지 마사히로 | 이토추 상사 회장                       |
| 부의장        | 와타나베 고이치로 | 다이이치 생명 홀딩스 회장              |
| 부의장        | 요시다 하루노     | BT재팬 사장                            |
| 부의장        | 아사노 구니코     | 하쿠이치 회장                          |
| 부의장        | 이즈미야 나오키   | 아사히 그룹 홀딩스 회장                |
| 부의장        | 나가에 슈사쿠     | 파나소닉 회장                          |
| 부의장        | 나카무라 구니하루 | 스미토모 상사 회장                     |
| 부의장        | 사토 야스히로     | 미즈호 파이낸셜 그룹 회장              |
| 부의장        | 엔도 노부히로     | 닛폰 전기 회장                         |
| 부의장        | 고보리 히데키     | 아사히 카세이 사장                     |
| 부의장        | 네기시 나오후미   | 세키스이 화학공업 회장                 |
| 부의장        | 사이토 다모쓰     | IHI 회장                               |
| 부의장        | 시노하라 히로미치 | 일본전신전화 부회장                    |
| 부의장        | 고모다 마사노부   | 미쓰이 부동산 사장                     |
| 부의장        | 하타나카 요시히코 | 아스테라스 제약 회장                   |
| 부의장        | 이사카 류이치     | 세븐&아이 홀딩스 사장                  |
| 부의장        | 니나미 다케시     | 산토리 홀딩스 사장                     |

(2018년 5월 31일 현재)

### 명예회장
- 역대 회장이 취임하고 있다.

| 명예회장            | 소속 기업                      |
| ------------------- | ------------------------------ |
| 도요타 쇼이치로     | 토요타 자동차 명예회장         |
| 이마이 다카시       | 신일철주금 명예회장            |
| 네모토 지로         | 전 일본우선 명예회장           |
| 오쿠다 히로시       | 토요타 자동차 이사회 선임 고문 |
| 미타라이 후지오     | 캐논 회장 겸 사장              |
| 요네쿠라 히로마사   | 스미토모화학 회장              |
| 사카키바라 사다유키 | 도레이 상담역                  |

(2018년 5월 31일 현재)

### 구 게이단렌·구 닛케이렌에 있어서의 역대 회장
| 대수 | 역대 회장         | 소속 기업        | 재임 기간                |
| ---- | ----------------- | ---------------- | ------------------------ |
| 초대 | 이시카와 이치로   | 닛산 화학 공업   | 1948년 3월 ~ 1956년 2월  |
| 2대  | 이시자카 다이조   | 도쿄시바우라전기 | 1956년 2월 ~ 1968년 5월  |
| 3대  | 우에무라 고고로   | 게이단렌 사무국  | 1968년 5월 ~ 1974년 5월  |
| 4대  | 도코 도시오       | 도쿄시바우라전기 | 1974년 5월 ~ 1980년 5월  |
| 5대  | 이나야마 요시히로 | 신일본제철       | 1980년 5월 ~ 1986년 5월  |
| 6대  | 사이토 에이시로   | 신일본제철       | 1986년 5월 ~ 1990년 12월 |
| 7대  | 히라이와 가이시   | 도쿄 전력        | 1990년 12월 ~ 1994년 5월 |
| 8대  | 도요타 쇼이치로   | 토요타 자동차    | 1994년 5월 ~ 1998년 5월  |
| 9대  | 이마이 다카시     | 신일본제철       | 1998년 5월 ~ 2002년 5월  |

| 대수 | 역대 회장(대표 상임 간사) | 소속 기업            | 재임 기간               |
| ---- | ------------------------- | -------------------- | ----------------------- |
| 초대 | 모로이 간이치             | 지치부 시멘트        | 1948년 3월 ~ 1968년 4월 |
| 2대  | 미키 다카시               | 야와타 제철          | 1949년 4월 ~ 1952년 4월 |
| 3대  | 가토 마사토               | 다이와 방적          | 1949년 4월 ~ 1963년 8월 |
| 4대  | 사쿠라다 다케시           | 닛신 방적            | 1960년 4월 ~ 1979년 5월 |
| 5대  | 오쓰키 분페이             | 미쓰비시 광업 시멘트 | 1979년 5월 ~ 1987년 5월 |
| 6대  | 스즈키 에이지             | 미쓰비시 화성        | 1987년 5월 ~ 1991년 5월 |
| 7대  | 나가노 다케시             | 미쓰비시 메터리얼    | 1991년 5월 ~ 1995년 5월 |
| 8대  | 네모토 지로               | 일본우선             | 1995년 5월 ~ 1999년 5월 |
| 9대  | 오쿠다 히로시             | 토요타 자동차        | 1999년 5월 ~ 2002년 5월 |

### 일본 경제 단체 연합회 역대 회장
| 대수 | 성명                | 소속 기업     | 재임 기간               |
| ---- | ------------------- | ------------- | ----------------------- |
| 초대 | 오쿠다 히로시       | 토요타 자동차 | 2002년 5월 ~ 2006년 5월 |
| 2대  | 미타라이 후지오     | 캐논          | 2006년 5월 ~ 2010년 5월 |
| 3대  | 요네쿠라 히로마사   | 스미토모화학  | 2010년 5월 ~ 2014년 6월 |
| 4대  | 사카키바라 사다유키 | 도레이        | 2014년 6월 ~ 2018년 5월 |
| 5대  | 나카니시 히로아키   | 히타치 제작소 | 2018년 5월 ~ 현재       |

### 역대 평의원회 의장(심의원회 의장)
- 평의원회 의장(심의원회 의장)은 게이단렌에 있어서 이른바 넘버 2의 포스트로 여겨진다.

| 대수 | 역대 평의원회 의장 | 소속 기업        | 재임 기간                          |
| ---- | ------------------ | ---------------- | ---------------------------------- |
| 초대 | 시바 고시로        | 일본해사협회     | 1946년 8월 16일 ~ 1948년 3월 16일  |
| 2대  | 다카하시 류타로    | 일본 상공회의소  | 1948년 3월 16일 ~ 1952년 3월 27일  |
| 3대  | 이시자카 다이조    | 도쿄시바우라전기 | 1952년 3월 27일 ~ 1956년 2월 21일  |
| 4대  | 스가 레이노스케    | 도쿄 전력        | 1956년 5월 24일 ~ 1968년 5월 24일  |
| 5대  | 사토 기이치로      | 미쓰이 은행      | 1968년 5월 24일 ~ 1974년 5월 24일  |
| 6대  | 고노 후미히코      | 미쓰비시 중공업  | 1974년 5월 24일 ~ 1980년 5월 23일  |
| 7대  | 이와사 요시자네    | 후지 은행        | 1980년 5월 23일 ~ 1986년 5월 28일  |
| 8대  | 야마시타 이사무    | 미쓰이 조선      | 1986년 5월 28일 ~ 1990년 12월 21일 |
| 9대  | 마쓰자와 다쿠지    | 후지 은행        | 1990년 12월 21일 ~ 1994년 5월 27일 |
| 10대 | 사이토 히로시      | 신일본제철       | 1994년 5월 27일 ~ 1998년 5월 26일  |
| 11대 | 세키모토 다다히로  | 닛폰 전기        | 1998년 5월 26일 ~ 1998년 10월 23일 |
| 12대 | 나스 쇼            | 도쿄 전력        | 1999년 5월 25일 ~ 2002년 5월 28일  |

| 대수                           | 역대 평의원회 의장(심의원회 의장) | 소속 기업         | 재임 기간                         |
| ------------------------------ | --------------------------------- | ----------------- | --------------------------------- |
| 초대                           | 나스 쇼                           | 도쿄 전력         | 2002년 5월 28일 ~ 2002년 9월 9일  |
| 2대                            | 모리시타 요이치                   | 마쓰시타 전기산업 | 2003년 5월 27일 ~ 2006년 5월 24일 |
| 3대                            | 니시무로 다이조                   | 도시바            | 2006년 5월 24일 ~ 2008년 5월 28일 |
| 4대                            | 요네쿠라 히로마사                 | 스미토모화학      | 2008년 5월 28일 ~ 2010년 5월 27일 |
| 5대                            | 와타리 후미아키                   | JX 홀딩스         | 2010년 5월 27일 ~ 2014년 6월 3일  |
| 6대                            | 이와사 히로미치                   | 미쓰이 부동산     | 2014년 6월 3일 ~ 2018년 5월 31일  |
| 7대                            | 고가 노부유키                     | 노무라 홀딩스     | 2018년 5월 31일 ~ 현재            |
| ※2012년 4월부터 심의원회 의장. |                                   |                   |                                   |

## 구 경제 단체 연합회의 약력
- 1922년 8월 : 일본 경제 연맹회(日本経済聯盟会, 약칭 경제 연맹)를 결성.
- 1940년 8월 : 전시 통제 때문에 일본 경제 연맹이 중심이 되면서 ‘중요 산업 통제 단체 간담회’(重要産業統制団体懇談会)를 설립.
- 1941년 1월 : 간담회를 통해 ‘중요 산업 통제 단체 협의회’(重要産業統制団体協議会, 약칭 중산협)로 개칭.
- 1942년 6월 : 중산협이 ‘중요 산업 협의회’(重要産業協議会)로 개칭하고 약칭은 그대로 중산협으로 유지.
- 1945년 9월 : 패전 후, 일본 경제 연맹회·중산협·일본 상공 경제회·상공 조합 중앙회에 의해서 ‘경제 단체 연합 위원회’(経済団体連合委員会)를 결성.
- 1946년 8월 : 중산협을 계승하고 ‘일본 산업 협의회’(日本産業協議会, 약칭 일산협)를 설립.
- 1946년 8월 : 일본 경제 연맹회·일산협·일본 상공 경제회·상공 조합 중앙회·전국 금융 단체 협의회・일본 무역 단체 협의회가 중심이 되어 ‘경제 단체 연합회’를 설립(일본 경제 연맹회와 일본 상공 경제회는 해체).
- 1952년 11월 : 경제 단체 연합회, 일본 산업 협의회를 합병.

## 최근의 움직임

### 사건·논란
- 2005년 6월에 발생한 교량 담합 사건에 의해서 게이단렌에서는 미쓰비시 중공업과 신일본제철을 기소 처분했다. 이 사건으로 인해 게이단렌 내부에서는 니시오카 다카시(미쓰비시 중공업회장)와 미무라 아키오(신일본제철 사장)에 대한 처분을 어떻게 내릴 것인가로 난항을 겪기도 했다. 결국 경질 등의 징계는 내리지 않고 ‘사죄’하는 차원에서 사태를 수습했지만 이것은 아래와 같은 원인이 임원의 정책 결정 자리에 영향을 끼쳐서 결과적으로 ‘가벼운 처분’이 된 것이라고 말할 수 있다.

1. 현직 임원이 소속된 회사의 형사 처분은 과거에도 사례가 있는 점
2. 신일본제철의 미무라, 미쓰비시 중공업의 니시오카 양쪽 모두가 회사의 담합 관여를 솔직하게 인정하면서 게이단렌의 정례회견에서도 그러한 취지와 설명 책임을 다했다고 인정받은 점
3. 미무라는 최연소 부회장인 것과 동시에 차기 회장 후보이며 그 싹을 따는 것은 피하고 싶었다는 의도가 있었다는 점

- 2005년 12월 5일, 라이브도어의 게이단렌 가입을 전원일치로 승인했다. 하지만 2006년 1월 16일에 라이브도어가 도쿄 지방검찰청에 증권거래법 위반 혐의(일명 라이브도어 사건)로 가택 압수수색을 받은 것을 계기로 회장인 오쿠다 히로시는 라이브도어의 가입은 시기상조였다고 말해 향후 게이단렌 가입에 대해서 가입 기준을 재검토하겠다는 의향을 나타냈다.
- 2008년 6월 11일 오후, 도쿄 오테마치의 게이단렌 회관 부근에 40대로 추정되는 남성으로부터 게이단렌 회관에 폭발물을 설치했다는 협박 전화가 걸려오면서 직원 30명이 건물 내에서 일시 대피하는 소동이 벌어졌다. 하지만 경시청 소속 마루노우치 경찰서가 게이단렌 회관 내부를 수색했지만 폭발물은 발견하지 못했다. 또 오후 3시의 폭파 예고 시각이 지났지만 이상이 없었기 때문에 경찰은 이 협박 전화를 악질적인 장난으로 결론지었다.
- 2009년 1월 6일 ‘JMIU 이스즈 자동차 지부’ 등 8개 노동조합이 미타라이 후지오 회장에게 보내는 공개질의서를 게이단렌에 제출했으나 ‘약속이 없다’는 이유로 수취를 거부했다.[8]

### 추진하는 정책·주장

#### 재정·금융 정책
- 법인세의 세율을 30% 내외 수준에 2011년도까지 소비세를 7%(제언 때는 5%) 정도까지 인상.[9]
  - 가전 회사를 중심으로 최종 적자가 속출하고 있는 상황에서 경제 활성화를 위해 소비세 증세(를 포함한 사회 보장 개혁)와 법인세 감세를 주장하면서[9] 2012년 8월 11일에 실제로 ‘사회 보장과 세금 일체 개혁 관련 법안’이 성립했다.
- 환경세에 대해서는 반대했지만 2012년 10월 1일부터 시행이 정해져 있다.[10] 도로특정재원에 관해서는 잠정 세율의 인하를 요구하고 있어서[11] 고속도로의 정비 등이 축소된 만큼의 환원이 필요하다는 입장을 밝혔다. 2009년 이후 민주당은 매니페스토에 따라 잠정 세율의 폐지를 목표로 했지만(휘발유 가격 인하대), 실패로 끝났다.
- 공무원 제도 개혁, 행정 개혁, 세출 개혁[9]

#### 통상·시장 정책
- 삼각 합병의 유연화에 대한 규제를 강화해야 한다고 제언했다.[12]
- 전략적인 사업 재편을 기동적으로 단행할 수 있도록 기업 결합에 관한 독점금지법상의 심사 수속·심사 기준의 적정화를 요구했다.[13]
- 자유 무역 협정·경제 협력 협정의 추진,[9] 미국·ASEAN·인도·대한민국·오스트레일리아·뉴질랜드와의 EPA 체결,[9] 미국·걸프 협력 회의(GCC)·중남미와의 FTA 체결,[9] APEC 회원국과의 FTA 협상에 착수.[9]

#### 노동 정책
- 1995년, 당시 일경련이 《새 시대의 ‘일본식 경영’ - 도전해야 할 방향과 그 구체적인 대책》 중에서 노동자를 장기 축적 능력형, 고도 전문 능력 활용형, 고용 유연형 등 세 그룹으로 나눠야 한다고 제언했다. 그중 고도 전문 능력 활용형과 고용 유연형 2개가 비정규직 고용의 온상이 된다고 비판했다.[14]
- 2005년 6월 21일, 화이트 칼라 이그젬프션(노동 시간 규제 적용 면제 제도)의 실현을 촉구하는 제언을 했고 2년 뒤인 2007년 9월 11일에 후생노동대신 마스조에 요이치가 이것을 ‘가정단란법’이라고 불리며 도입했다. 그러나 ‘할증임금 제로 법안’이라고 비판받아 국회에도 제출되지 않았다. 기능 향상을 위해 수당 없이 휴일을 반납하고 출근하고 싶어하는 젊은 세대들은 이 법안의 대상 연수입 900만 엔 이상일 가능성이 거의 없는 등 제안한 이유가 불투명하다. 또, 잔업이 금지된 독일과 네덜란드는 일자리 나누기(파트 타임 경제)로 실업률을 억제하고 있다.
- 2009년 10월 5일, 금융·우정담당대신 가메이 시즈카는 도쿄에서 열린 강연회에서 “일본에서 가족 간의 살인 사건이 늘어나고 있는 것은 (대기업이)일본식 경영을 버리고 인간을 인간으로서 취급하지 않았기 때문이다”라고 말해 당시 회장인 미타라이 후지오에게 “그것에 대한 책임을 져달라”고 했다는 에피소드를 소개했다. 미타라이는 “우리들의 책임입니까?”라고 대답했다고 한다.[15] “모아둔 내부 유보를 그대로 해 두고 구조조정을 하고 있다. 인간을 인간으로 취급하지 않고 자신들의 이익을 얻는 도구로서 취급하고 있다”, “옛날 대기업들은 힘들 때 내부 유보를 허물고 하청이나 재하청으로 돌렸다. 지금은 구조조정만을 하고 있다”라고 말해 파견 계약 해제 논란을 비판했다. 그러나 제조업 파견의 전면 금지 등이 고용 정세 악화나 공장의 해외 이전을 촉진한다는 관점에서 민주당 정권은 매니페스토를 철회하고 2012년 3월에 개정파견법이 성립됐다.[16]
- 2008년 10월 14일, ‘인구 감소에 대응하는 경제사회의 본연의 자세’라고 제목의 보고서를 발표했는데 종전의 이민 수용 정책을 재차 강조했다. 이에 대해 평론가인 모리나가 다쿠로가 이 보고서를 비판했다.[17]

#### 사회 보장 정책
- 사회 보장 번호의 도입[9]
- 공적연금 일원화, 세금과 연금 보험료의 징수 일원화[9]
- 저출산 대책[9]
- 교육 재생[9]

#### 국가 체제
- 헌법 개정[9]
- 도주제의 도입, 10정도의 도주에 재편[18]

## 게이단렌에 의한 ‘정책 평가’와 회원 기업의 정치 헌금
게이단렌은 회원 기업이 정치 헌금을 할 때의 정책 평가 기준이 되는 ‘정책 평가’를 해마다 발표하고 있다. 세금 재정 등 복수의 항목에 대해 가장 평가가 높은 ‘A’에서 가장 평가가 낮은 ‘E’까지 알파벳으로 랭크를 나누고 있는 것이 특징이다. 이전에는 공산당 등의 군소 정당에 의한 평가도 하고 있었지만 최근에는 자유민주당과 민주당의 평가만을 발표하고 있다(공산당은 재계 단체가 정당을 비교 평가하는 것 자체를 비판하고 재계가 돈으로 여당을 지배하고 있는 실태가 공공연하게 이뤄진 것이라고 주장하고 있다).
2007년도의 정책 평가에서 자유민주당은 작년과 다름없는 높은 수준이었지만 민주당에서의 평가는 6개 항목에서 평가가 낮게나오는 등 큰폭으로 떨어졌다. 특히 민주당의 고용, 노동 정책에는 ‘화이트 칼라 이그젬프션에 절대 반대한다는 입장을 취하고 있으며 노동자의 균등 대우 원칙과 기간제 계약의 규제 강화 등을 포함시키고 있다’며 거세게 비판하고 있어서 평가에서도 하위권에 해당되는 ‘D’로 평가했다.
또한 2007년 2월 23일에 소집된 중의원 예산위원회에서 공산당의 사사키 겐쇼는 게이단렌이 자유민주당에 대해서 2004년에 22.6억 엔, 2005년에 25억 엔의 정치 헌금을 했었다고 주장해 자유민주당에 대한 정책평가표 안에 있는 ‘A’의 수와 헌금액이 비례해서 늘어나고 있다는 점을 들며 “게이단렌의 말대로 되면 될수록 헌금액이 갈수록 증가하고 있다”, “관저가 게이단렌에 직접적으로 지배당하고 있다”고 비판했다.
전 민주당 대표인 오카다 가쓰야도 “정책의 합치도에 따라서 헌금액을 결정하는 것은 뇌물증여로 번질 수도 있는 꽤 위태로운 문제이다”, “경제계를 대표하는 단체인 게이단렌이 그런 형태로 각 기업의 정당에 대한 헌금에 대해서 소위 개입을 한다는 방식이 결코 좋다고는 생각하지 않는다”라고 비판했다.
2010년 3월 8일, 이 ‘정책평가에 기초한 헌금’을 중단하고 각 기업마다 자주적 판단에 맡기자는 취지의 성명을 발표하는 한편, 미국 등을 참고로 해서 개인 헌금의 확대하는 대책을 다각도로 검토하여 정부에 제안하겠다는 입장을 나타냈다. 그러나 위에서 말한대로 2014년 9월에 다시 정책 평가를 근거로 하는 헌금을 재개하겠다고 발표했다.

## 관련 서적
- 일본 경제 단체 연합회 (2007), 《希望の国、日本 : ビジョン2007》, 일본 게이단렌 출판, ISBN 9784818526105

## 같이 보기
- 전국경제인연합회 - 대한민국의 경제 단체

### 관련 조직
- (일본어) 기업인 정치포럼
- (일본어) 1%(원퍼센트) 클럽
- (일본어) 자연보호협의회
- (일본어) 일본 게이단렌 사업 서비스
- (일본어) (재)경제홍보센터
- (일본어) (재)공해대책협력재단
- (일본어) 미일 경제 협의회 보관됨 2015-04-14 - 웨이백 머신
- (일본어) (공사) 기업시민협의회
- (일본어) ABAC 일본 지원 협의회
- (일본어) (재)인재 개발 센터
- (일본어) 경영 법조 회의